# Avenue Taillade
L'avenue Taillade est une voie du 20e arrondissement de Paris.

## Situation et accès
Elle débute au 28, rue Frédérick-Lemaître et se termine en impasse. 

## Origine du nom

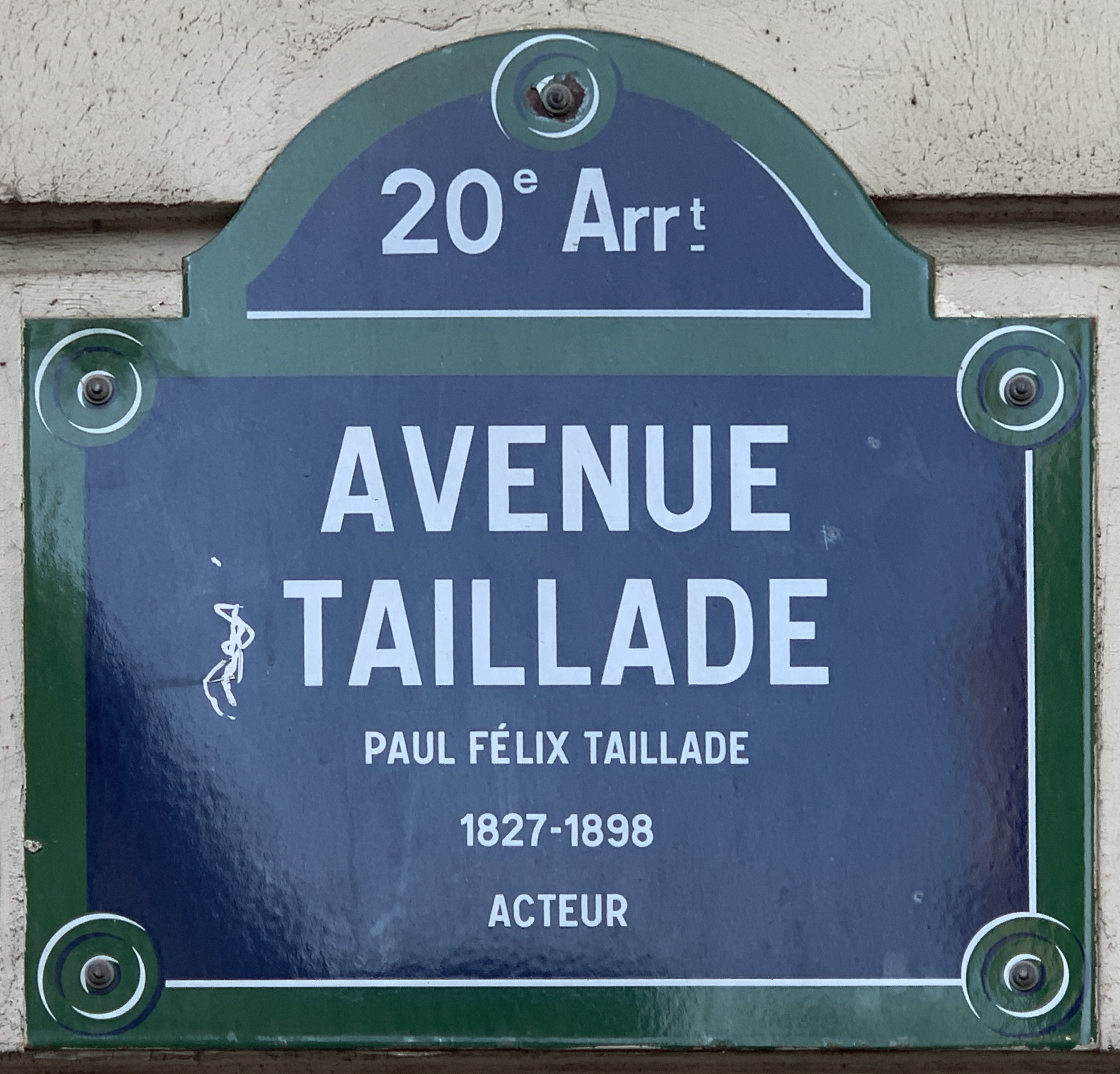
Plaque de l'avenue.

Elle tire son nom du comédien Paul Félix Taillade (1827-1898).

## Historique
Ancienne zone de jardins lotie en deux étapes, d'abord vers 1900 par la construction d'immeubles en pierre de taille puis en 1965 par la construction d'un ensemble d'immeubles modernes.
Anciennement privée, cette voie a été classée dans la voirie parisienne par un arrêté du 7 janvier 1970.